# Зальцбург (земля)

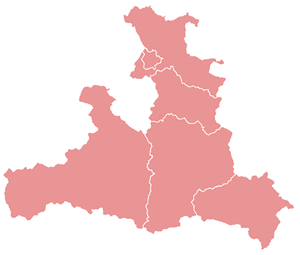
Карта адміністративного поділу Зальцбургу

Зальцбург (нім. Land Salzburg, Salzburger Land) — федеральна земля в центрі Австрії. Столиця і найбільше місто — Зальцбург.

## Адміністративно-територіальний поділ

### Округи
Федеральна земля Зальцбург складається з 6 округів, крім то́го місто Зальцбург є окремим округом. 
- Зальцбург
- Зальцбург (округ)
- Галлайн
- Тамсвег
- Целль-ам-Зее
- Санкт-Йоганн-ім-Понгау

### Найбільші міста Зальцбургу
- Зальцбург (150 269 жителів)
- Галлайн (19 473 жителів)
- Зальфельден (15 661 жителів)
- Вальс-Зіценгайм (11 100 жителів)
- Санкт-Йоганн-ім-Понгау (10 259 жителів)
- Бішофсгофен (10 061 жителів)
- Целль-ам-Зее (9 991 жителів)
- Зеекірхен-ам-Валлерзее (9 513 жителів)